# クリスティアン・クネース
クリスティアン・クネース（Christian Knees、1981年3月5日 - ）は、ドイツ、ボン出身の自転車競技（ロードレース）選手。

## 経歴
1999年、ジュニア世界選手権自転車競技大会・個人タイムトライアル3位。
2004年、ヴィーゼンホフと契約を結んでプロ転向。
2006年、チーム・ミルラムに移籍。
- ルント・ウム・ケルン優勝
- ジロ・デ・イタリア初出場、総合73位
- ツール・ド・フランス初出場、総合104位。

2008年、バイエルン一周総合優勝。
2009年、ブエルタ・ア・エスパーニャ初出場、総合43位。
2010年、国内選手権・個人ロードレース優勝。
2011年、チーム・スカイに移籍。